# كيندال هولت
كيندال هولت (بالإنجليزية: Kendall Holt)‏ مواليد 4 يونيو 1981 في نيوجيرسي، الولايات المتحدة، هو ملاكم محترف أمريكي يصنف ضمن فئة وزن خفيف الوسط. حقق بطولة منظمة الملاكمة العالمية.

## المسيرة الاحترافية
من نزالاته:
- خسر أمام لامونت بيترسون بالضربة الفنية القاضية (22-02-2013).
- انتصر على خوليو دياز بالضربة الفنية القاضية (13-05-2011).
- انتصر على ديفيد دياز بالضربة الفنية القاضية (04-02-2005).

## إحصائيات
خاض خلال مسيرته 34 نزالا، فاز في 28 وخسر في 6. فاز بالضربة القاضية في 15 نزالا.

## روابط خارجية
- كيندال هولت على موقع بوكس ريك (الإنجليزية) (registration required)